# Otto Frostman
Otto Albin Frostman (Höör, Suécia, 3 de janeiro de 1907 – Djursholm, 29 de dezembro de 1977) foi um matemático sueco, conhecido por seu trabalho sobre teoria do potencial e análise complexa.
Frostman obteve um doutorado em 1935 na Universidade de Lund orientado por Marcel Riesz. Na teoria do potencial o lema de Frostman é nomeado em sua memória.
Foi palestrante convidado do Congresso Internacional de Matemáticos em Oslo (1936).